# Гетьманський національний природний парк

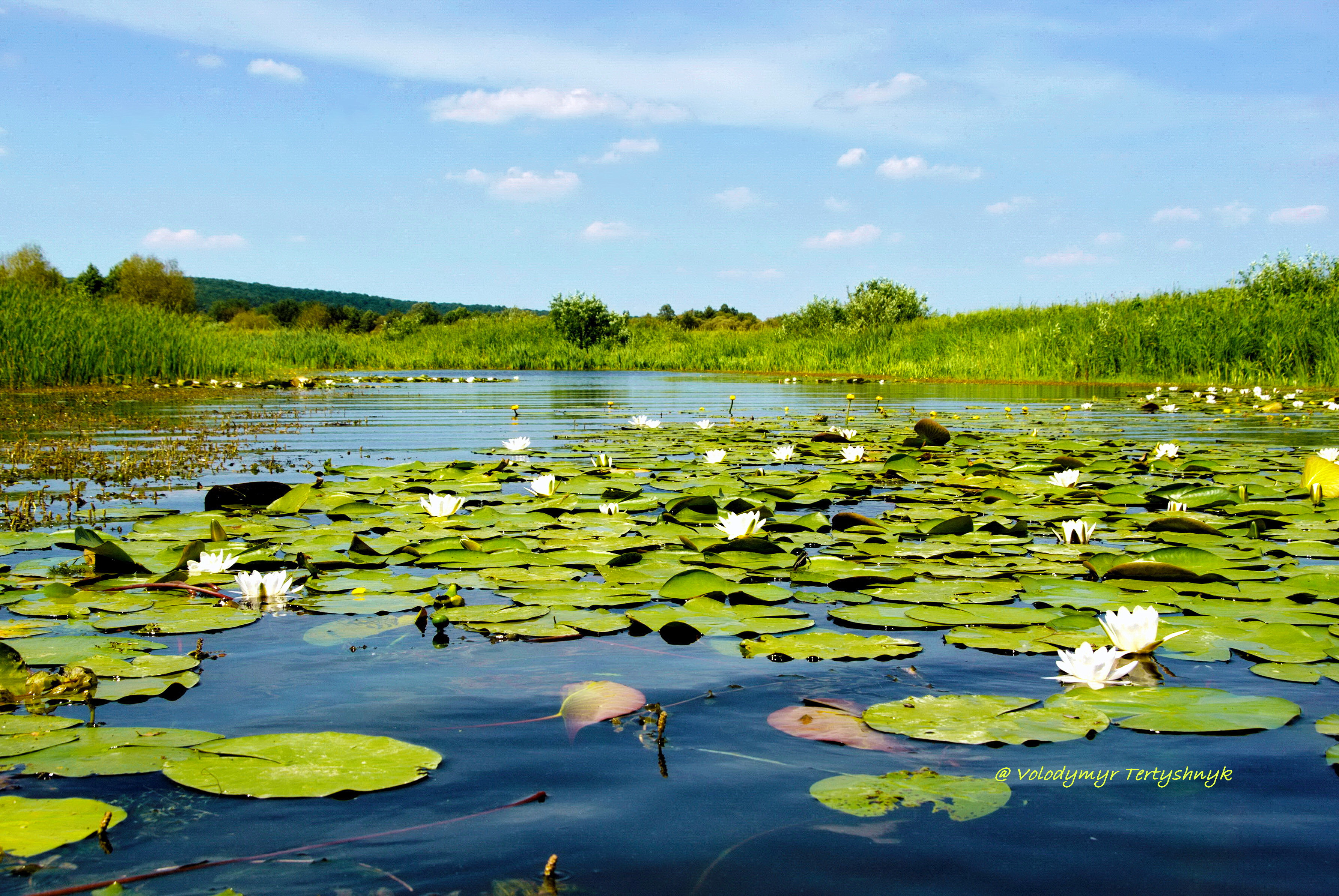
Nymphaea. Hetmanskyi National Nature Park. Vorskla river.

Гетьма́нський націона́льний приро́дний парк — національний природний парк в Україні, на території Охтирського району Сумської області. Парк створений у долині річки Ворскла. Починається він на кордоні з Російською Федерацією і за течією Ворскли простягається до межі з Полтавською областю, закінчується нижче села Куземин. До парку віднесені ділянки заплави, сама річка, місцями надзаплавні тераси та правий корінний берег ріки. Загальна протяжність Ворскли в межах Сумської області 122 км. 
Парк створено з метою збереження, відтворення і раціонального використання типових та унікальних природних комплексів Лівобережного лісостепу, зокрема заплави річки Ворскли, що мають важливе природоохоронне, наукове, історико-культурне, естетичне, рекреаційне та оздоровче значення.
Основою парку стали урочище «Литовський Бір» та Бакирівський гідрологічний заказник.
Парк підпорядкований Міністерству охорони навколишнього природного середовища України.
Площа парку становить 23360,1 га, в тому числі 11673,2 га земель, що надаються парку у постійне користування, та 11686,9 га земель, що включаються до його складу без вилучення у землекористувачів.

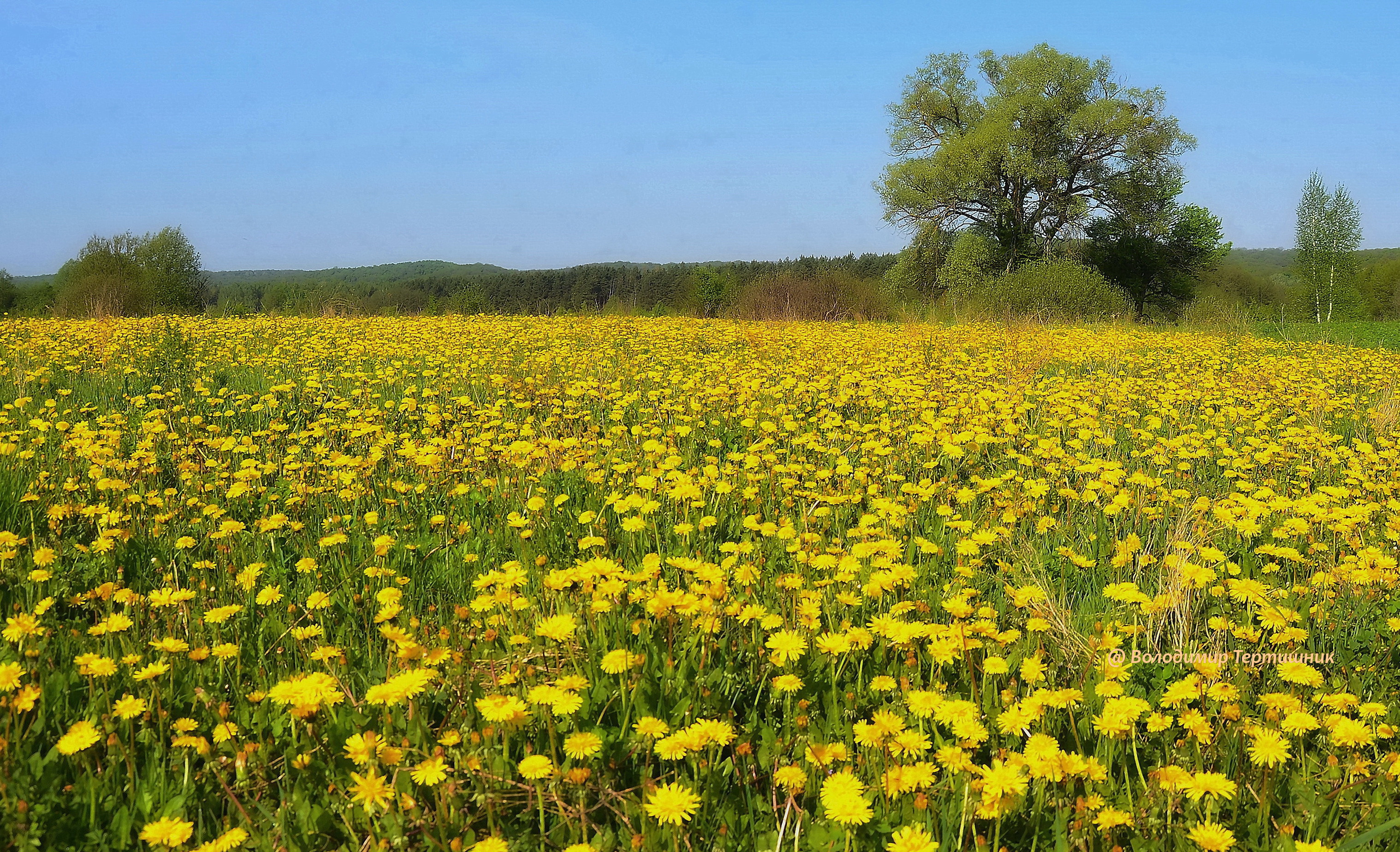
Весна на берегах Ворскли в Гетьманському парку

## Основні завдання парку
Збереження цінних природних, ландшафтних та історико-культурних комплексів і об'єктів; створення та розширення мережі оздоровчих і туристичних закладів і створення умов для організованого туризму, відпочинку та інших видів рекреаційної діяльності в природних умовах з додержанням режиму охорони заповідних природних комплексів та об'єктів;
проведення наукових досліджень природних комплексів та їхніх змін в умовах рекреаційного використання, розробка наукових рекомендацій з питань охорони навколишнього природного середовища та ефективного використання природних ресурсів; проведення екологічної освітньо-виховної роботи тощо; створення та розширення існуючої мережі рекреаційних закладів.

## Про створення парку
Парк створений 27 квітня 2009 року з метою збереження, відтворення і раціонального використання типових та унікальних природних комплексів Лівобережного лісостепу, що мають важливе природоохоронне, наукове, естетичне, рекреаційне та оздоровче значення, відповідно до статті 53 Закону України «Про природно-заповідний фонд України».
Президент України Віктор Ющенко доручив Кабінетові Міністрів України:
- забезпечити затвердження у двомісячний строк положення про парк;
- забезпечити підготовку у шестимісячний строк матеріалів та вирішення відповідно до законодавства питання щодо вилучення 11673,2 гектара земель і надання їх у постійне користування парку;
- забезпечити розроблення у 2009–2011 роках та затвердження проєкту організації території парку, охорони, відтворення та рекреаційного використання його природних комплексів і об'єктів;
- забезпечити розв'язання питання щодо утворення адміністрації парку та забезпечення її функціонування;
- передбачати в Державному бюджеті України кошти, необхідні для функціонування парку.

## Території природно-заповідного фонду у складі НПП «Гетьманський»
Нерідко, оголошенню національного парку або заповідника передує створення одного або кількох об'єктів природно-заповідного фонду місцевого значення. В результаті, великий НПП фактично поглинає раніше створені ПЗФ. Проте їхній статус зазвичай зберігають. 

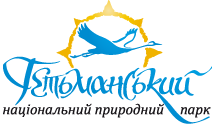
Логотип парку

До складу території національного природного парку «Гетьманський» входять такі об'єкти ПЗФ України: 
- Заказник загальнодержавного значення «Хухрянський», гідрологічний
- Заказник загальнодержавного значення «Климентівський», гідрологічний
- Заказник загальнодержавного значення «Бакирівський», гідрологічний
- Заказник місцевого значення «Ямний», гідрологічний
- Заповідне урочище «Литовський Бір»
- Заповідне урочище «Нескучанська Дача»
- Заповідне урочище «Залугове»
- Заповідне урочище «Красне»
- Заповідне урочище «Сумська діброва»
- Заповідне урочище «Веселе»
- Пам'ятка природи місцевого значення «Джерело Кремньове», гідрологічна
- Пам'ятка природи місцевого значення «Криничка», гідрологічна

## Флора і фауна
- Рослинний і тваринний світ Гетьманського НПП різноманітний: понад тисяча видів рослин та дві з половиною тисячі видів тварин. Багато з них занесені до Червоної книги України. Це такі види: журавель сірий (він і є символом парку), видра річкова, горностай, мінога українська, джміль моховий, жук-олень, метелик махаон, косарики тонкі, орхідеї любка дволиста та пальчатокорінник травневий."Під літнім сонцем" . Лілея на Ворсклі

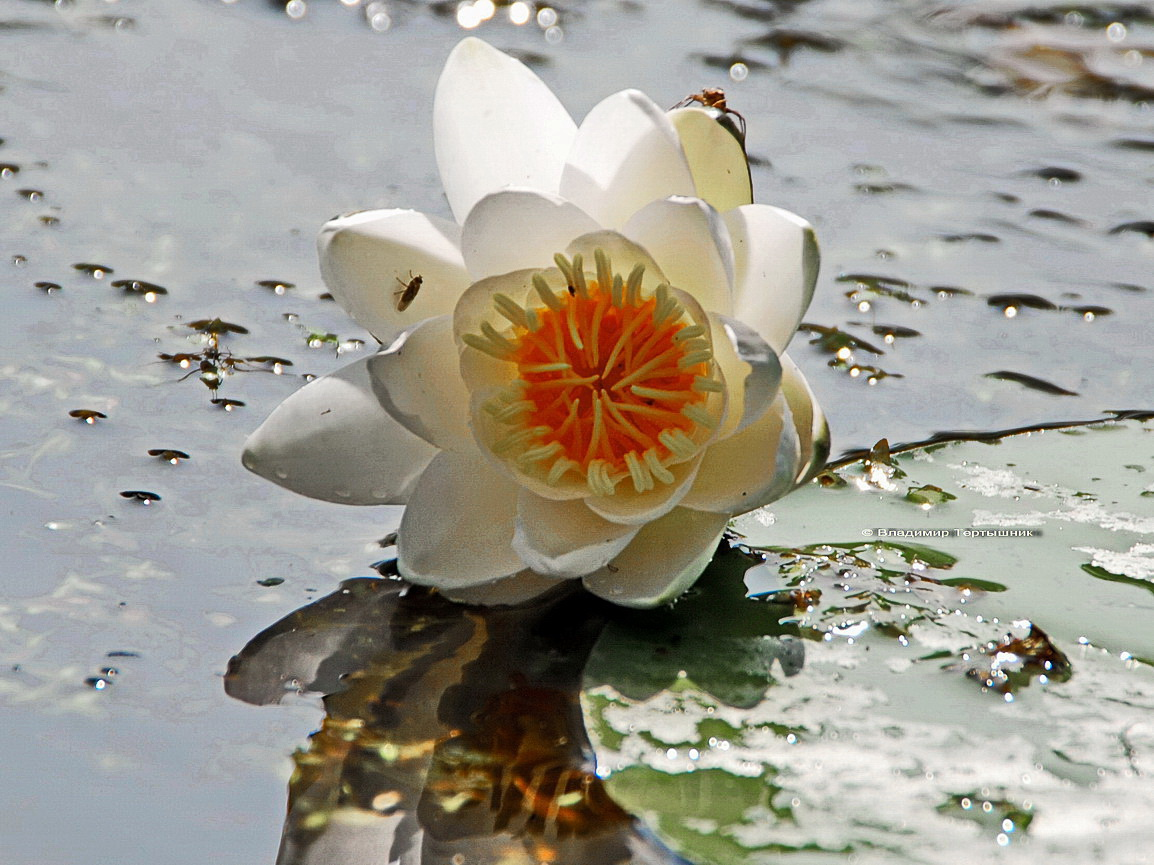
"Під літнім сонцем". Лілея на Ворсклі

Рослинність парку представлена п'ятьма типами: лісова, чагарникова, лучна, болотна та водна. Для фауни характерне панування лісостепових видів.
- У лісах водяться лось, свиня дика, сарна, борсук, вовк, лисиця, куниця лісова, єнот уссурійський, норка американська та інші. Лисиця, сарна та дикий кабан досить численні, натомість вовки є дуже рідкісними.
- Птахи представлені такими видами як солов'ї, зорянки, дятли, зозулі, сови, іволги, яструби та багато інших пернатих.
- У парку є рідкісні денні метелики — мнемозина і поліксена. Мномозина водиться на узліссях старих листяних і мішаних дерев, її гусінь живиться листям рястів.
- Велике різноманіття царства грибів. На території парку відомо про зростання численних видів макроміцетів — грибів мікроскопічних розмірів. Деякі з них, такі як герицій коралоподібний та мутин собачий, занесені до Червоної книги України[5][2].

## Галерея

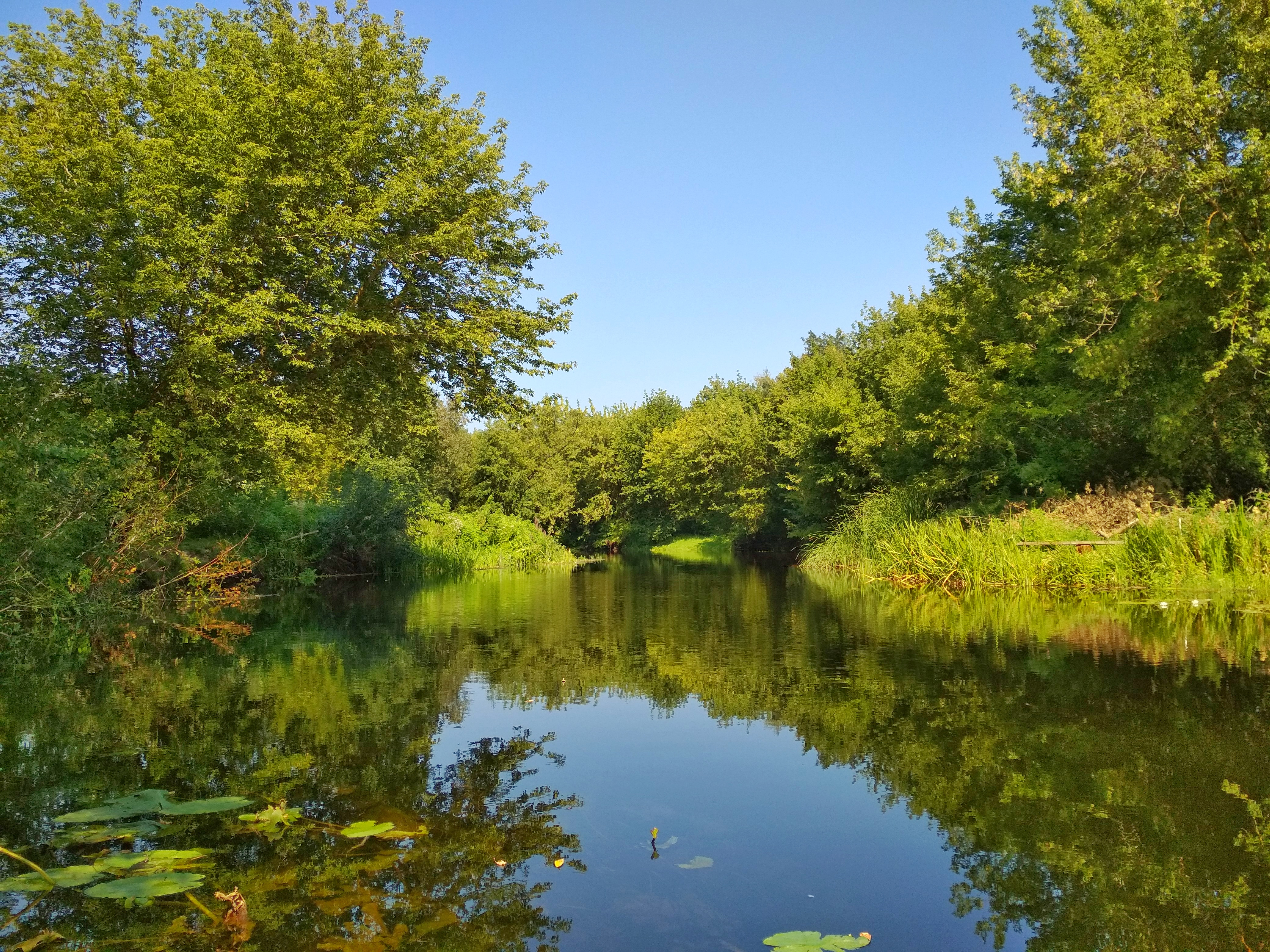
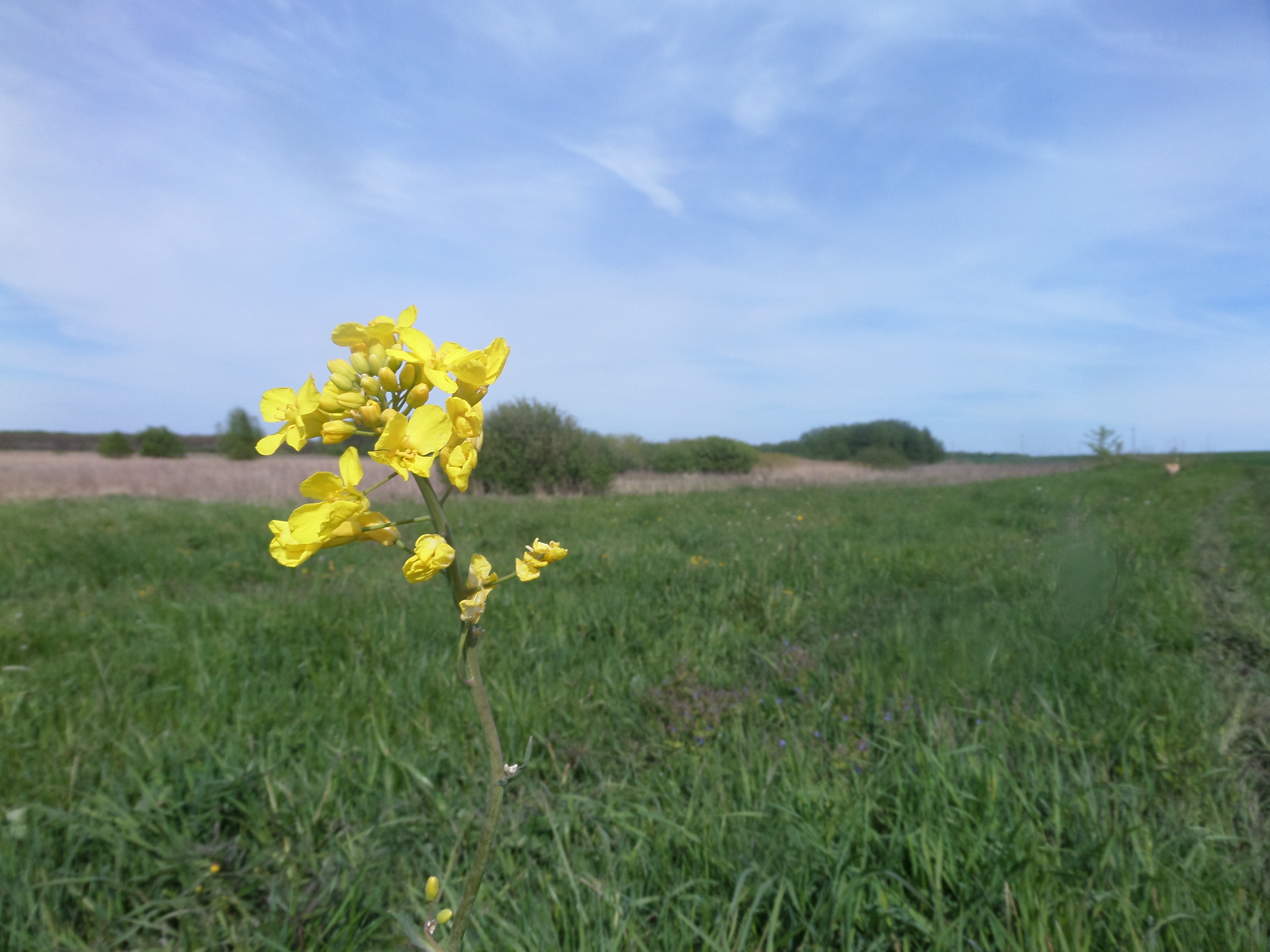
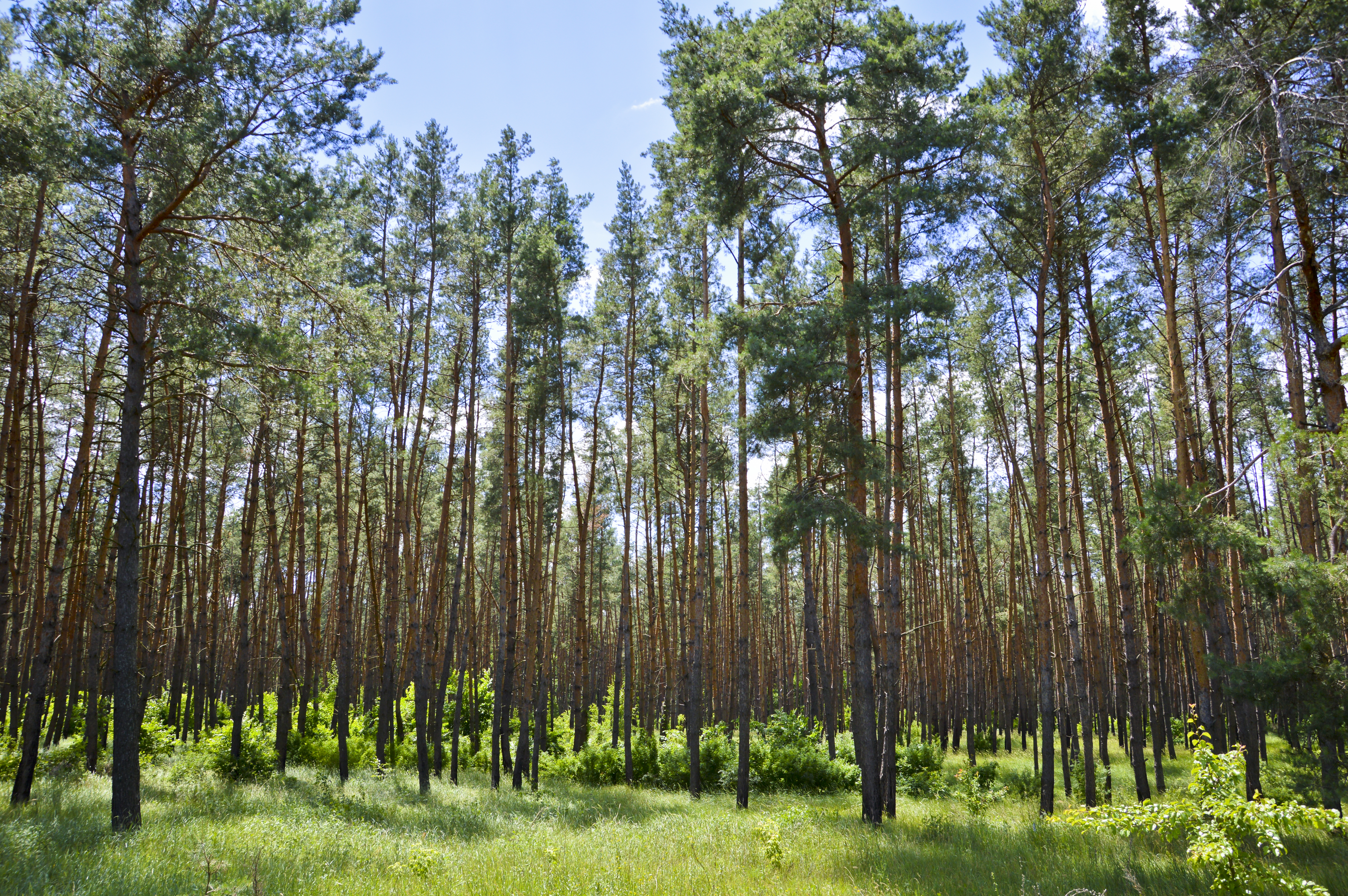
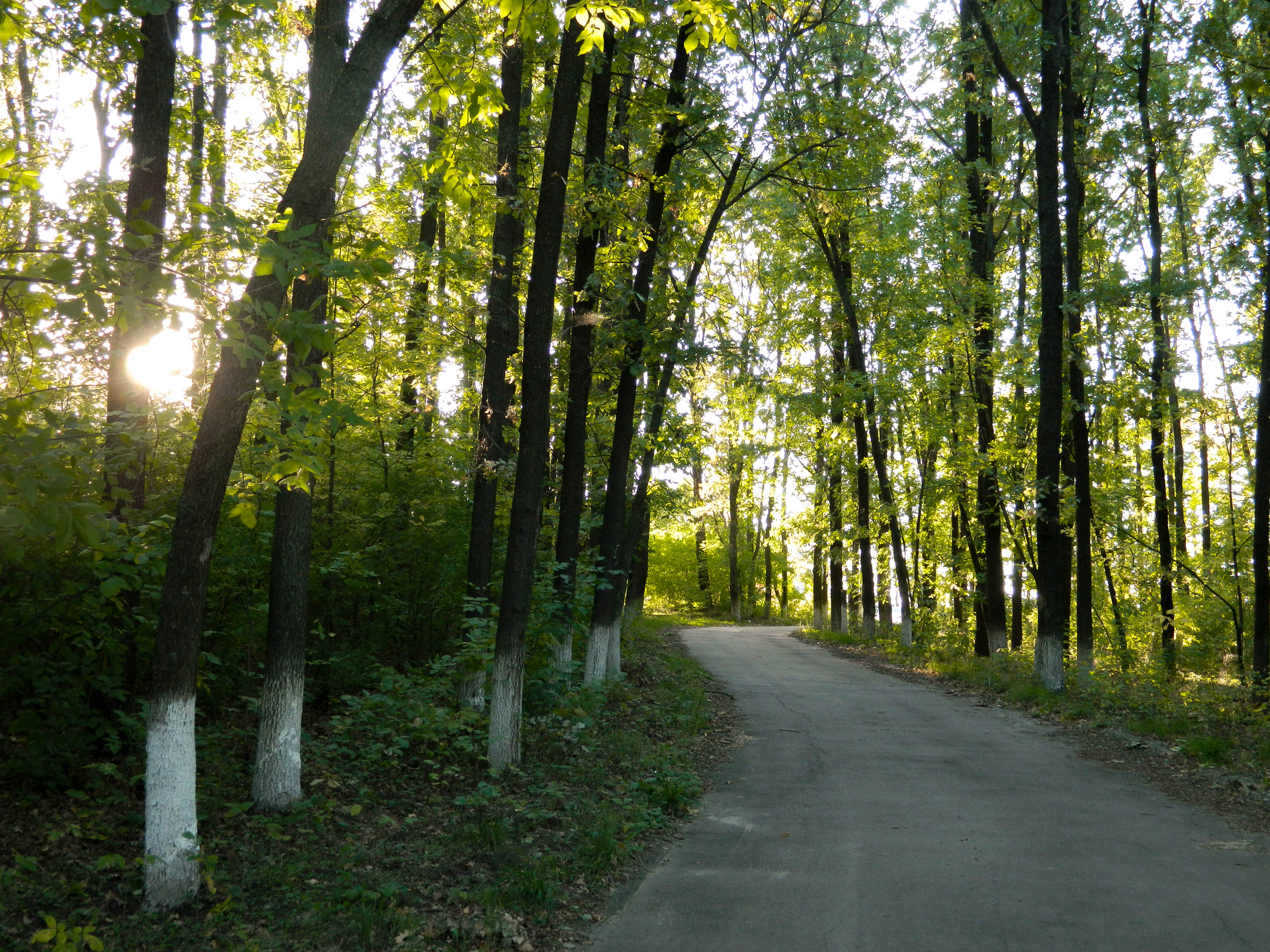
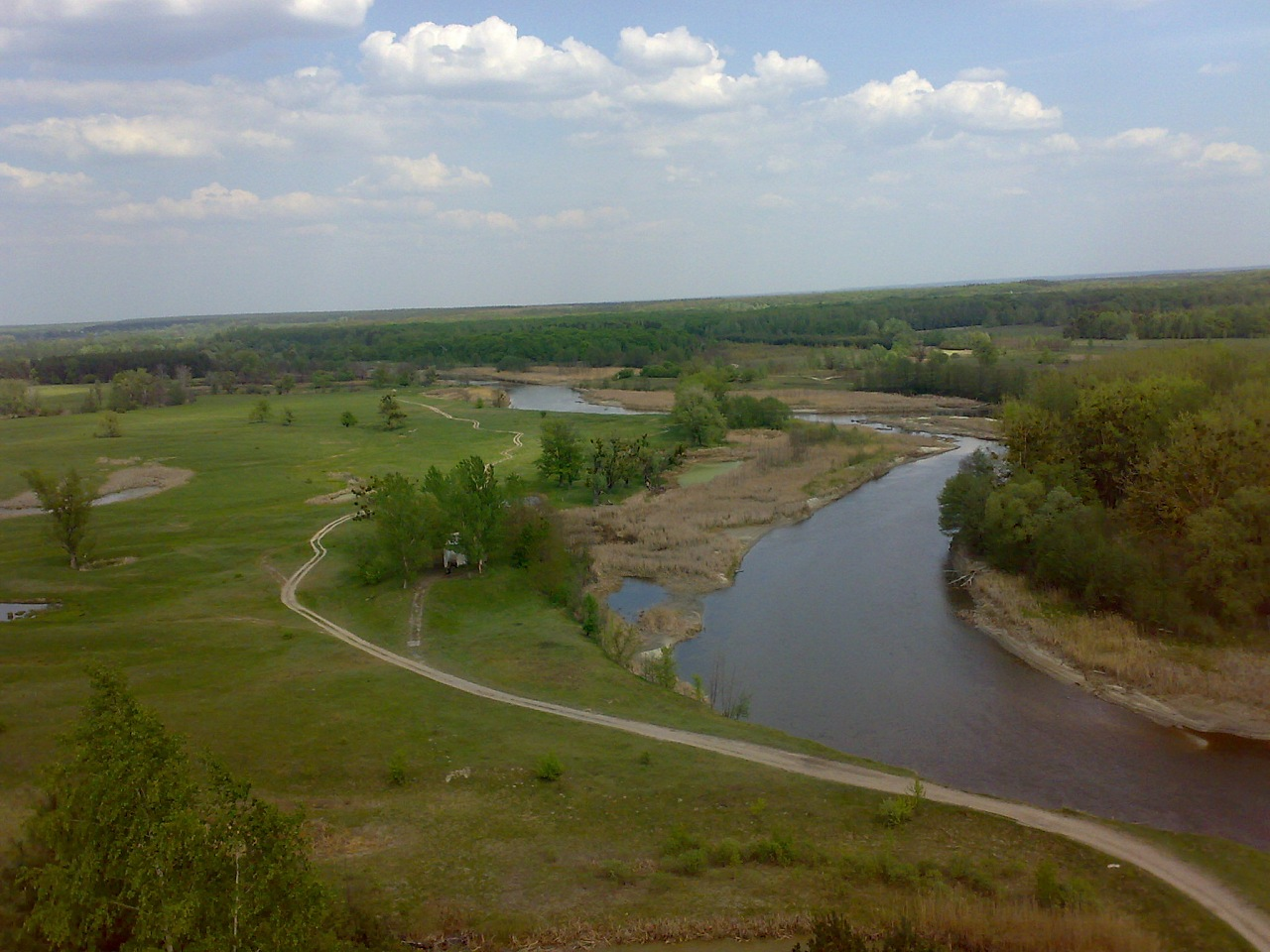
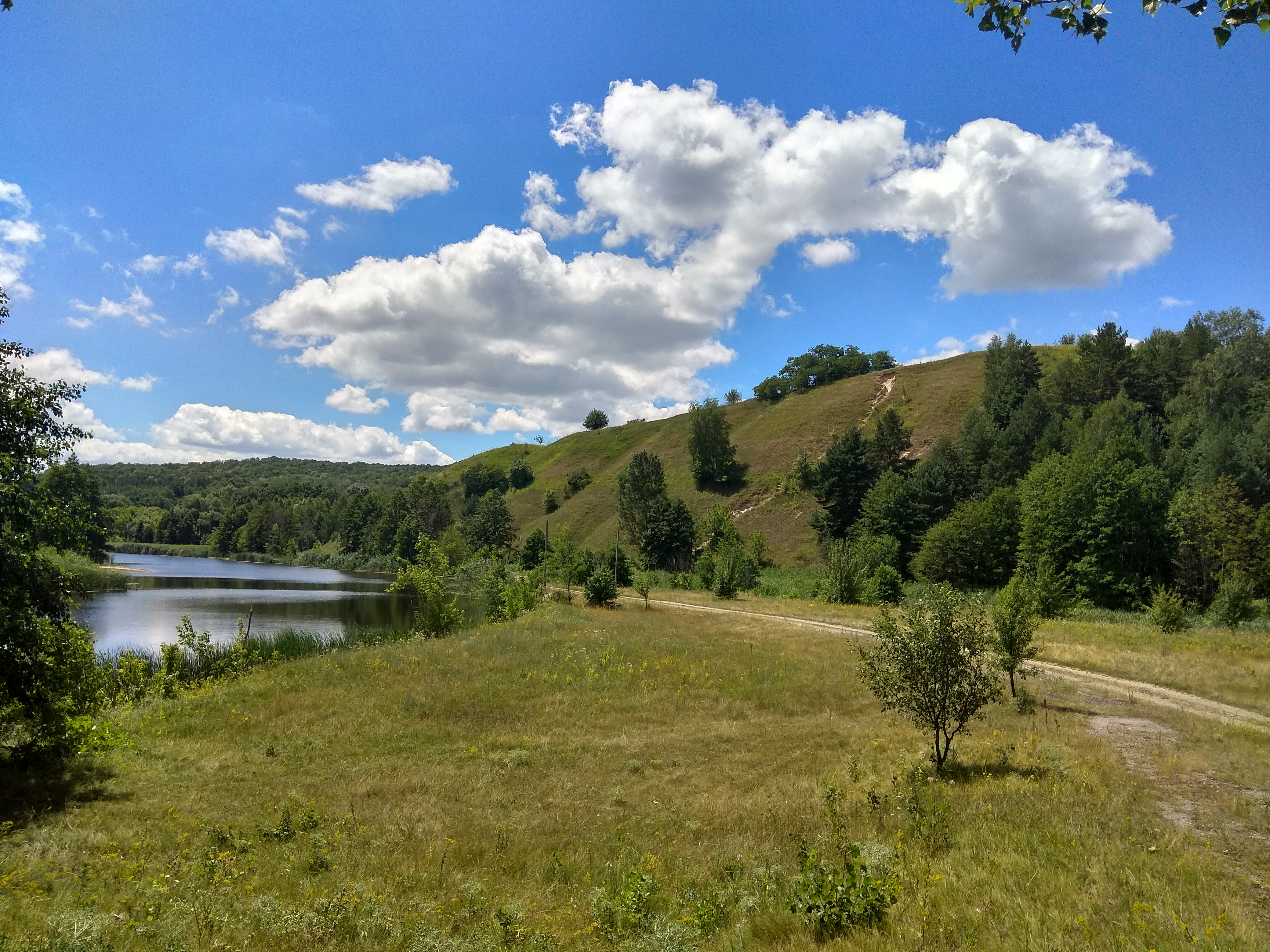
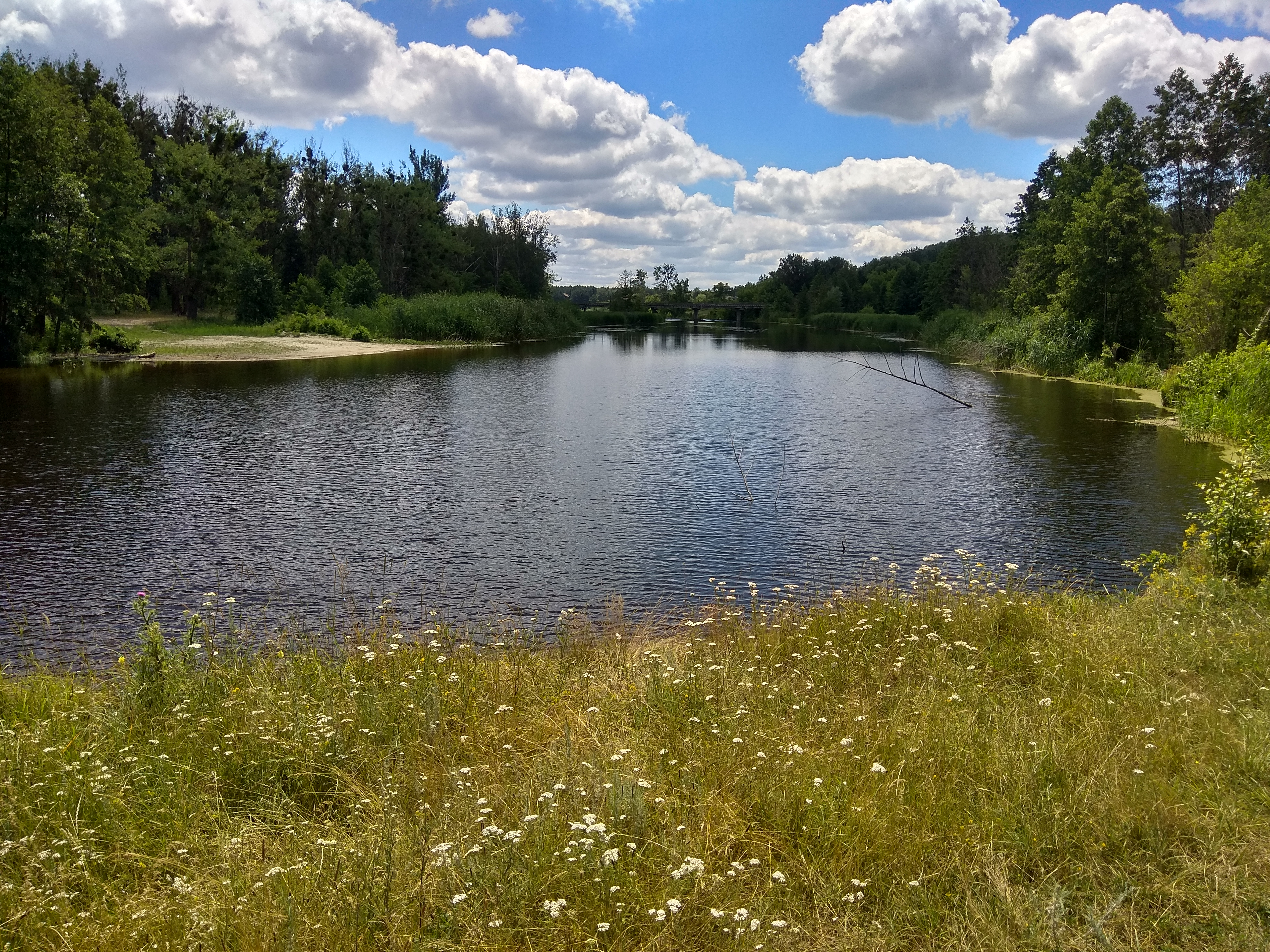
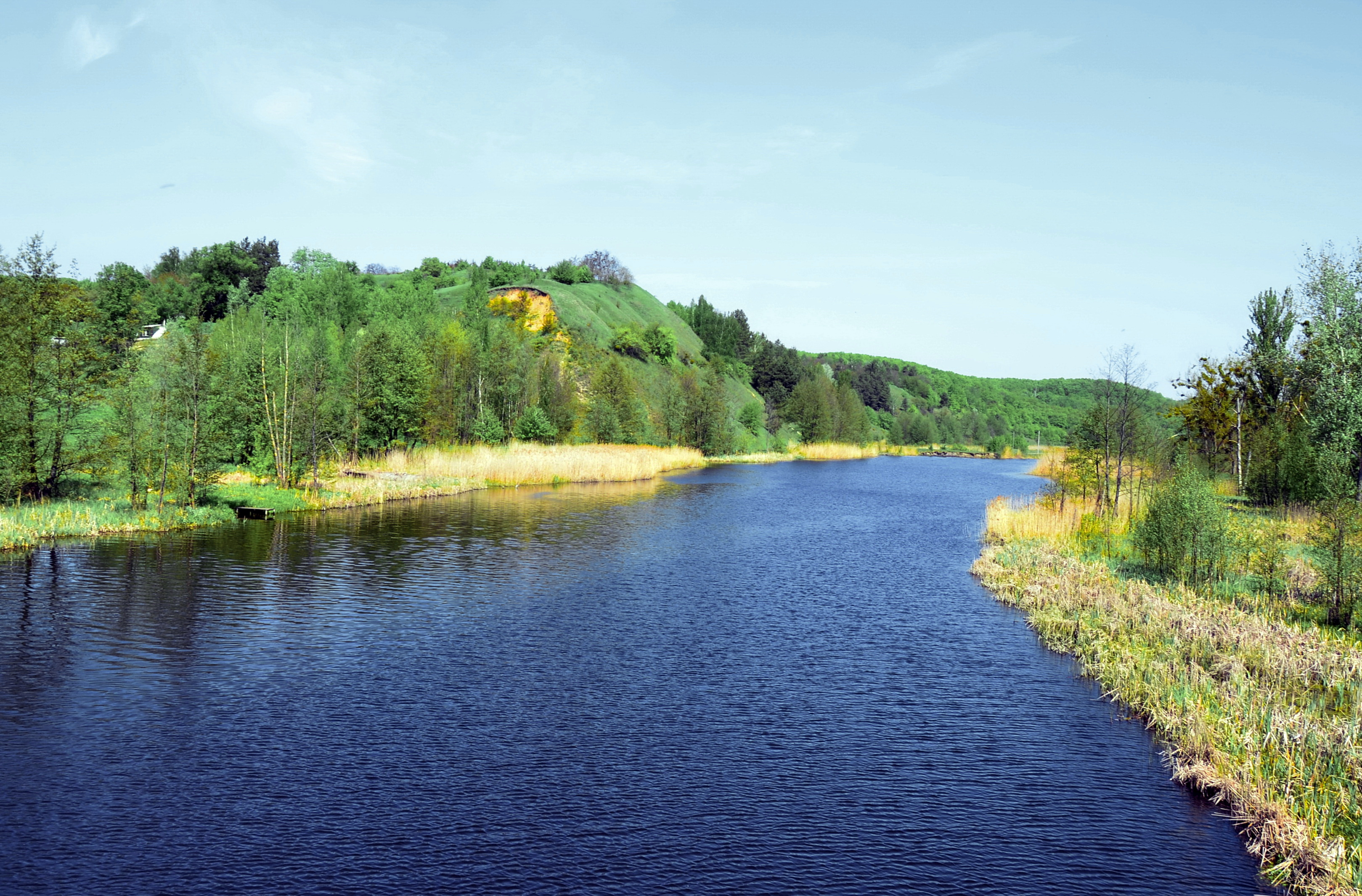

## ив. також
- Гетьманівський дендропарк